# Обербілліг
Обербілліг (нім. Oberbillig) — громада в Німеччині, розташована в землі Рейнланд-Пфальц. Входить до складу району Трір-Саарбург. Складова частина об'єднання громад Конц.
Площа — 5,36 км2. Населення становить 969 ос. (станом на 31 грудня 2020).